# سرير الرعاية التمريضية
سرير الرعاية التمريضية (ويعرف أيضا بـ سرير التمريض أو سرير الرعاية) هو سريرٌ تم تكييفه ليلائم الاحتياجات الخاصة للأشخاص المرضى أو العاجزين.
وتستخدم أسرّة الرعاية التمريضية في الرعاية المنزلية الخاصة، وكذلك في رعاية المرضى الداخليين (المتقاعدين والمقيمين في دور المسنين).

## بنية ووظيفة أسرّة الرعاية التمريضية
وتتضمن المميزات المثالية لأسرّة الرعاية التمريضية أسطح استلقاءٍ قابلة للتعديل، وارتفاعاتٍ قابلة للتعديل تصل إلى خمسة وستين سنتيمتراً على الأقل لأجل رعايةٍ مريحة، إضافة إلى عجلات قابلة للإقفال بقطرٌ لا يقل عن عشرة سنتيمترات.
ويمكن تعديل أسطح الاستلقاء متعددة الطبقات التي غالباً ما يتم تشغيلها بالكهرباء، لتلائم وضعياتٍ متنوعة، كوضعيات الجلوس المريح، ووضعيات الصدمة الكهربائية أو الوضعيات القلبية.
كما تُجهز أسرّة الرعاية التمريضية غالباً بمساعداتِ سحب (قضبان معدنية) وجانب أو جانبين كسرير الطفل (قضبان جانبية) وذلك لتجنب السقوط.
وبفضل ارتفاعه القابل للتعديل، يوفر سرير الرعاية التمريضية ارتفاعاً مريحاً لعمل الممرضين ومعالجي الرعاية الصحية المتخصصين، إضافة إلى مجموعة من الوضعيات المناسبة التي توفر للنزيل وصولاً سهلاً لما حوله.

## مواصفات أسرّة الرعاية التمريضية
يخضع تطوير وتصنيع وبيع أسرَة الرعاية التمريضية للنُظُم التالية:
. تحليل المخاطر (أنظرإلى إدارة المخاطر)ISO- الأجهزة الطبية 14971 منظمة المعايير الدولية
.IEC- المعدات الكهربائية الطبية 1-60601 اللجنة الكهروتقنية الدولية
38-2-60601IEC -
52-2-60601IEC -
. EEC- 42/93 الاجهزة الطبية الموجهة /الاتحاد الاقتصادي الاوروبي
.EEC- 336/89 التوافق الكهرومغناطيسي

## أسرّة رعاية تمريضية خاصة

### السرير المزدوج (سرير داخل سرير)
توفر أنطمة السرير المزدوج الخيار في إعادة ضبط وظائف سرير الرعاية التمريضية في إطار سرير تقليدي. حيث يوفر نظام السرير المزدوج سطح استلقاءٍ قابلاً للتعديل إلكترونيا، يمكن وضعه في إطار سرير موجودٍ مسبقا بدلاً من الإطار التقليدي المضلع (لسرير الرعاية التمريضية)، مما يمكن وظائف سرير الرعاية التمريضية من الاندماج كلياً في أثاث غرفة النوم المعتاد.

### سرير المستشفى
توفر أسرّة المستشفيات جميع الوظائف الأساسية لسرير الرعاية التمريضية. إلا أن للمستشفيات متطلباتٍ أكثر صرامة فيما يتعلق بالنظافة الصحية، فضلا عن الصلابة وطول الأمد إذا ما تعلق الأمر بالأسرّة.
كما أن أسرّة المستشفيات غالباً ما تكون مجهزة بميزات خاصة (مثل حاملات الأجهزة المدمجة داخلياً، ووصلاتٍ للعناية المركزة، وما إلى ذلك).

### السرير المنخفض (الحافظ)
يسمح هذا النوع من أسرّة الرعاية التمريضية بخفض سطح الاستلقاء بحيث يصبح قريباً من الأرض، وذلك لتجنب إصابات السقوط.
وعادة ما يكون الحد الأدنى لارتفاع السرير في وضعية النوم خمسة ً وعشرين سنتيمتراً تقريباً عن مستوى الأرض، إضافةً إلى سطح سفلي يمكن أن يوضع إلى جانب السرير عند الحاجة، فيخفف من خطر الإصابة في حال سقوط الراقد في السرير عنه.
وتوفر الأسرّة المنخفضة بديلاً فعالاً للمقاييس الاعتيادية التي تستخدم في رعاية المرضى كثيري الأرق بواسطة التخلي المشروع عن مقاييس محددة مسببة للمشكلات (كجوانب السرير المعدنية، وأجهزة التثبيت)

### السرير شديد الانخفاض (الأرضي)
يعد هذا النوع تعديلاً إضافياً للسرير المخفض، فهو ذو سطح استلقاء قابلٍ للانخفاض لأقل من عشر سنتيمتراتٍ فوق سطح الأرض، مما يضمن تقليل خطر إصابات السقوط في حال سقوط الشخص الراقد في السريرعنه، حتى مع عدم تواجد السطح السفلي (الإضافي).
ومن أجل تعزيز الحركة والحفاظ عليها، فإن الارتفاع المنخفض يمنح النزلاء ذوي القدرات الحركية المحدودة تحديداً فرصة العودة للفراش بشكل مستقل في جميع الأركان، على سبيل المثال.

### سرير الرعاية التمريضية الذكي
تُعرَف أسرّة الرعاية التمريضية ذات المعدات التقنية، بما في ذلك الحساسات وأجهزة الإخطارات الوظيفي بالأسرّة الذكية.
يمكن لأجهزة الاستشعار الموجودة في أسرّة الرعاية التمريضية الذكية على سبيل المثال تحديد فيما إذا كان المستخدم في السرير، إضافة إلى تسجيل وضعية حركة النزيل أوتسجيل الرطوبة في السرير. ثم تُنقل هذه القياسات إلى مقدمي الرعاية عن طريق الكابلات أو لاسلكياً.
وتوصل الأسرّة بأجهزة إنذار مما يساعد مقدمي الرعاية على تقييم حاجات العمل.
يجب أن تساهم الأسرّة الذكية في تحسين جودة الرعاية. فعلى سبيل المثال، يمكن لبيانات المستشعر المسجلة المتعلقة بكثافة الحركة في السرير أن تساعد مقدمي الرعاية على الفهم واتخاذ القرارات حول ما إذا كان يجب نقل النزيل لتجنب تقرحات الفراش.